# Asia Rugby Women's Championship 2006
El Asia Rugby Women's Championship del 2006 fue la primera edición del torneo femenino de rugby.
El ganador del torneo fue la selección de China, quienes obtuvieron su primer título en la competición.

## Equipos participantes
- Selección femenina de rugby de China
- Selección femenina de rugby de Hong Kong
- Selección femenina de rugby de Singapur
- Selección femenina de rugby de Tailandia

## Desarrollo

### Semifinales
| 17 de noviembre | China | 53 - 11 | Tailandia |  |  |

| 17 de noviembre | Hong Kong | 12 - 0 | Singapur |  |  |

### Definición Tercer Puesto
| 19 de noviembre | Tailandia | 20 - 0 | Singapur |  |  |

### Final
| 19 de noviembre | China | 31 - 7 | Hong Kong |  |  |

| Bandera de la República Popular China |
| Campeón China                         |
| Primer título                         |